# Neurociencias sociales
Las Neurociencias sociales son un campo interdisciplinario que pretende comprender la relación entre el sistema biológico y la conducta social, que a su vez está relacionada con los procesos sociales y de comportamiento. Los humanos, más allá del individualismo, son una especie social. Como especie social, el Homo sapiens desarrolló una organización emergente que superó la estructura individual y desarrolló agrupaciones tales como las díadas, relación con pares, familias y grupos, hasta el desarrollo de ciudades y culturas.
Estas estructuras emergentes involucran mecanismos hormonales y neuronales que las soportan, porque las consecuencias sociales ayudan a los individuos a sobrevivir, reproducirse y ayudar a otros (hijos) por el tiempo suficiente para garantizar la supervivencia hasta la edad reproductiva. El término “neurociencias sociales” fue definido en un artículo de John Cacioppo y Gary Berntson, publicado en el American Psychologist en 1992. Cacioppo y Berntson han sido considerados como los padres de las neurociencias sociales. Las neurociencias sociales son un campo emergente y reciente, que se basa en conceptos relacionados con las neurociencias afectivas y neurociencias cognitivas, con el objeto de identificar cómo el cerebro interviene en las interacciones sociales.

## Concepto general
Tradicionalmente las neurociencias se han relacionado con el estudio del sistema nervioso, concepto que ignora la influencia de los ambientes sociales en los que humanos y animales viven. En la actualidad reconocemos el impacto considerable de la estructura social en las operaciones del cerebro y el cuerpo. Los factores sociales operan en interrelación con la esfera neural, neuroendocrina, metabólica e inmune en el cerebro y el cuerpo, en donde el cerebro se focaliza en ejercer una actividad regulatoria, y a su vez es maleable por estos factores. La investigación en neurociencias sociales se centra en el estudio de mecanismos biológicos que subyacen al proceso social y al comportamiento, y ha sido considerada como uno de los problemas de mayor impacto en el área de las neurociencias en el siglo XXI. Aplica conceptos y métodos de la biología y el desarrollo de teorías de los procesos sociales y las ciencias del comportamiento. Las neurociencias sociales se sustentan en los conceptos y métodos de la biología para actualizar y refinar las teorías del comportamiento social, y usa los constructos sociales y comportamentales e investigación empírica, para apoyar el desarrollo de teorías relacionadas con la organización neural.
En el siglo XX, las explicaciones sociales y biológicas fueron vistas como incompatibles, pero los avances en años recientes permitieron el desarrollo de una nueva aproximación que sintetiza el conocimiento de las ciencias biológicas y sociales. El recientemente creado campo de las neurociencias sociales enfatiza en la relación complementaria, abarcando dominios sociales y biológicos (molecular, celular, sistemática, personal, relacional, colectiva y social) y el uso de análisis multinivel para entender los mecanismos que subyacen al comportamiento y mente humana.

## Métodos

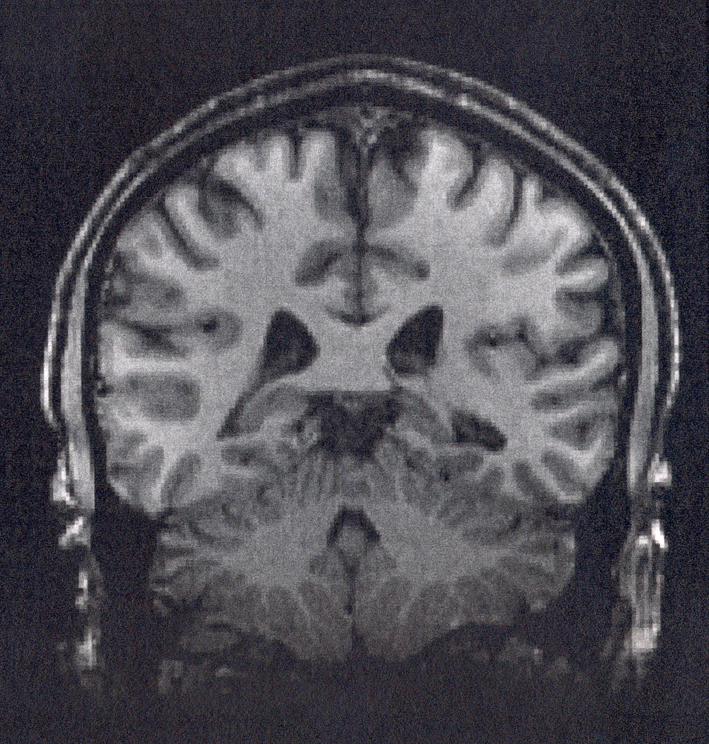
Imagen de fRMI. Coronal scan of Nathanial Bradford, at Radcliffe Hospital, Oxford.

Un número de métodos han sido usados en la investigación de la confluencia de procesos neurales y sociales (importados desde la técnicas comportamentales, la psicología social, la psicología cognitiva y la neuropsicología) asociada con una variedad de técnicas neurobiológicas que incluyen Resonancia Magnética Funcional, Estimulación Magnética Transcraneal, Potenciales Relacionados con Eventos, Electrocardiogramas, Electromiogramas, endocrinología, respuesta galvánica de la piel, y estudio en pacientes con lesiones cerebrales focales. Los modelos de investigación con animales son también importantes en la investigación de estructuras, circuitos y procesos cerebrales específicos (ejemplo., el sistema de recompensa y la adicción a las drogas). Adicionalmente, importante elaborar un metaanálisis es cuantitativo que aborde desde la idiosincrasia de los estudios individuales hasta las investigaciones en neurodesarrollo, lo que podría contribuir a la comprensión a la asociación entre el cerebro y el comportamiento.

## Sociedad para las Neurociencias Sociales
La Sociedad para las Neurociencias Sociales, (S4SN por sus siglas en inglés) fue fundada en 2010 por John Cacioppo y Jean Decety. Esta sociedad se reúne anualmente un día antes de la conferencia de la Society for Neuroscience. Una de las misiones de esta sociedad es crear diálogo entre científicos que usan modelos animales y aquellos que estudian humanos.  En la fundación de la sociedad las neurociencias sociales fueron definidas como el estudio interdisciplinario de los  mecanismos neuronales, hormonales, celulares y genéticos que son la base de las estructuras emergentes que definen a las especies sociales.

## Revistas científicas sobre Neurociencias Sociales
- [Social Neuroscience] - Social Neuroscience, la primera revista dedicada a las neurociencias sociales, la primera edición fue realizada en marzo de 2006.
- Social Cognitive and Affective Neuroscience. La primera edición fue publicada en junio de 2006.
- El Journal of Personality and Social Psychology (JPSP) publicó una sección especial sobre neurociencias sociales en la edición de octubre de 2003.
- Neuropsychologia publicó una edición especial sobre neurociencias sociales en el 2003.
- edición especial sobre neurociencias sociales publica ocasionalmente artículos de neurociencias sociales incluyendo una en diciembre de 2004.
- NeuroImage publicó una sección especial sobre neurociencias sociales Archivado el 5 de marzo de 2009 en Wayback Machine. en la edición de diciembre de 2005.
- Psychophysiology Archivado el 5 de febrero de 2012 en Wayback Machine. ha publicado múltiples artículos que se relacionan con las neurociencias sociales.
- Biological Psychology publica regularmente trabajos en el área de las neurociencias sociales..

## Lectura básica
- Brune, M., Ribbert, H., & Schiefenhovel, W. (2003). The social brain: evolution and pathology. Hoboken, NJ: Wiley & Sons Ltd.
- Cacioppo, J.T. (2002). Social neuroscience: Understanding the pieces fosters understanding the whole and viceversa. American Psychologist, 57, 819-831.
- Cacioppo, J. T., & Berntson, G. G.  (1992).  Social psychological contributions to the decade of the brain:  Doctrine of multilevel analysis.  American Psychologist, 47, 1019-1028.
- Cacioppo, J.T., Berntson, G.G., Sheridan, J.F., & McClintock, M.K. (2000). Multilevel integrative analyses of human behavior: social neuroscience and the complementing nature of social and biological approaches. Psychological Bulletin, 126, 829-843.
- Cacioppo, John T.; Gary G. Berntson (2004). Social Neuroscience: Key Readings,. Psychology Press. ISBN 978-1-84169-099-5. .
- Cacioppo, John T.; Penny S. Visser, Cynthia L. Pickett (eds.) (2005). Social Neuroscience: People Thinking about Thinking People. MIT Press. ISBN 0-262-03335-6. .
- Cozolino, L. (2006). The Neuroscience of Human Relationships: Attachment And the Developing Social Brain. W. W. Norton & Company.
- de Haan, M., & Gunnar, M.R. (2009). Handbook of Developmental Social Neuroscience. The Guilford Press.
- Decety, J., & Cacioppo, J.T. (2010). Handbook of Social Neuroscience. New York: Oxford University Press.
- Decety, J., & Ickes, W. (2009). The Social Neuroscience of Empathy. Cambridge: MIT press.
- Emery, N.J. (2007). Cognitive Neuroscience of Social Behavior. Taylor & Francis.
- Harmon-Jones, E.; P. Winkielman (2007). Social Neuroscience: Integrating Biological and Psychological Explanations of Social Behavior. Guilford Press. ISBN 978-1-59385-404-1. .
- van Lange, P.A.M. (2006). Bridging social psychology: benefits of transdisciplinary Approaches. Mahwah, NJ: Lawrence Erlbaum Associates.
- Wolpert, D. & Frith, C. (2004). The Neuroscience of Social Interactions: Decoding, Influencing, and Imitating the Actions of Others. Oxford: Oxford University Press.
- Ore, C.,Davila, C. (2018). Neurociencias para la gestión de los recursos humanos y comportamiento organizacional. Universidad Ricardo Palma. Lima. Perú. https://doi.org/10.31381/paideia.v6i7.1604